# Centrostomum punctatum
Centrostomum punctatum is een soort in de taxonomische indeling van de platwormen (Platyhelminthes). De worm is tweeslachtig en kan zowel mannelijke als vrouwelijke geslachtscellen produceren. De soort leeft in zeer vochtige omstandigheden. 
De platworm komt uit het geslacht Centrostomum. Centrostomum punctatum werd in 1858 beschreven door Kelaart.